# Torkel Petersson
Torkel Petersson (født 19. august 1969 i Lund) er en svensk skuespiller.

## Udvalgt filmografi

### Film
- Jalla! Jalla! (2000) – Måns
- Gamle mænd i nye biler (2002) – Ludvig
- Kops (2003) – Benny
- Stockholmssyndromet (tv-film, 2003) – Jan-Erik Olsson
- Mamma pappa barn (2003) – Jonny
- Patrik 1,5 (2008) – Sven Skoogh
- Jönssonligan - Den perfekta stöten (2015) – Dynamit-Harry

### Tv-serier
- Torpederna (2004-17; 7 afsnit) – Sonny